# Aneflomorpha mexicana
Aneflomorpha mexicana là một loài bọ cánh cứng trong họ Cerambycidae.